# Skins (serie televisiva 2007)
Skins è una serie televisiva britannica vincitrice del premio BAFTA, trasmessa per la prima volta tra il 2007 e il 2013, che segue tre gruppi di adolescenti di Bristol (città situata a sud-ovest della Gran Bretagna) durante gli ultimi due anni di scuole superiori. La controversa trama affronta argomenti quali famiglie problematiche, disturbi della personalità, disordini alimentari, abuso di droghe, autismo, sessualità, gravidanza giovanile, malattie mentali e morte. La serie è stata ideata dagli sceneggiatori padre e figlio Bryan Elsley e Jamie Brittain per la "Company Pictures".
La serie è stata trasmessa in Regno Unito e Irlanda dal 25 gennaio 2007 sul canale E4, mentre in Italia la serie viene trasmessa in anteprima dal 20 gennaio 2008 sul canale MTV Italia e su Jimmy, che ha trasmesso la prima stagione in contemporanea con MTV Italia dal 23 gennaio 2008 e mandato in anteprima la seconda. Tutte le sette stagioni di Skins sono state inoltre disponibili su Netflix già al debutto italiano del 22 ottobre 2015, fino al 31 gennaio 2025.
La serie è famosa per l'utilizzo di giovani attori e sceneggiatori esordienti. Il cast è stato completamente rinnovato ogni due anni, ovvero quando gli studenti terminano le scuole superiori.

## Trama
La storia ruota attorno alla vita di un gruppo di amici, dai sedici ai diciotto anni, che vivono nella città di Bristol, in Inghilterra. Ogni episodio tratta un personaggio in particolare tra i protagonisti, approfondendone le vicende; tuttavia sono molteplici le situazioni sviluppate lungo il corso della serie. Il titolo della serie fa riferimento al termine gergale inglese per indicare la carta leggera usata per preparare sigarette di qualsiasi tipo.

### Prima generazione (prima e seconda stagione)
Tony Stonem (Nicholas Hoult) è un ragazzo molto popolare, attraente ed intelligente che piace molto alle ragazze e si diverte a manipolare le persone. La fidanzata di Tony, Michelle Richardson (April Pearson) non riesce a sopportare il suo comportamento malizioso e manipolatore e si sente tradita e trascurata dal ragazzo. Sebbene appaia a prima vista una ragazza superficiale e presuntuosa, in realtà è schiava di Tony fino ad accettarne passivamente tutte le azioni e a perdonarlo nonostante i suoi continui tradimenti e bugie. Lo stesso Tony dimostra di essere protettivo e molto affezionato a sua sorella Effy (Kaya Scodelario) che è sempre pronto a difendere e ad appoggiare. Sid Jenkins (Mike Bailey) è un ragazzo con poca fiducia in se stesso nonché il migliore amico di Tony, innamorato a sua volta di Michelle. Sid vede in Tony un modello da imitare sebbene quest'ultimo non si faccia scrupoli a sfruttare la sua insicurezza a suo vantaggio; il loro rapporto cambia quando Sid incontra Cassie Ainsworth (Hannah Murray), una ragazza che soffre di una grave forma di depressione e anoressia nervosa che si innamora di Sid aiutandolo a ritrovare la fiducia in se stesso. Allo stesso tempo, il rapporto di Cassie con Sid è frenato dai sentimenti che quest'ultimo prova per Michelle. Chris Miles (Joseph Dempsie) è un ragazzo amante dei party, abbandonato dai genitori, che alloggia in una camera del college e fa uso compulsivo di droghe (ha una storia d'amore con Angie, la sua insegnante di psicologia). Jal Fazer (Larissa Wilson) è una musicista di talento che suona il clarinetto; nella seconda stagione ha una storia con Chris, di cui resta incinta, ma poi abortirà. Maxxie Oliver (Mitch Hewer) è un ragazzo omosessuale che ama la danza e riesce a farsi amare da tutti per la sua innata simpatia e trasparenza; molte ragazze ne sono attratte, nonostante tutti sappiano delle sue preferenze sessuali. Il rapporto di Maxxie con il migliore amico Anwar Kharral (Dev Patel) è teso a causa dei principi della religione praticata da quest'ultimo: non riesce ad accettare l'omosessualità di Maxxie, pur non rispettando appieno i principi dell'Islam, in quanto ha rapporti sessuali (anche se celibe), beve alcolici, fa uso di droghe e mangia carne di maiale. Completa il gruppo l'ossessiva Sketch (Aimee-Ffion Edwards) una ragazza innamorata di Maxxie, che vive insieme alla madre disabile. Sketch in seguito al rifiuto da parte di Maxxie (che aveva letteralmente tormentato e perseguitato), si "consola" con Anwar e cerca di "trasformarlo" in Maxxie.

### Seconda generazione (terza e quarta stagione)
Effy Stonem (Kaya Scodelario), la sorella di Tony, diviene la protagonista dalla terza stagione. Effy è una ragazza molto bella e molto desiderata, è una leader naturale, come suo fratello, ma è anche molto fredda nel comportamento e cerca di tenere nascosti i propri problemi. Pandora Moon (Lisa Backwell), ragazza con la testa tra le nuvole, ingenua e un po' infantile, è la migliore amica di Effy. Quando Thomas Tomone (Merveille Lukeba) giunge in Inghilterra dal Congo, riesce a far breccia nel suo cuore grazie al suo animo buono, ma ci saranno problemi quando la madre di lui lo obbliga a tornare in Africa. Katie Fitch (Megan Prescott) ed Emily Fitch (Kathryn Prescott) sono gemelle, quasi identiche fisicamente, ma molto diverse caratterialmente. Sempre in cerca di popolarità, Katie vuole usurpare il posto di Effy come ragazza più contesa e dominare la vita della sorella.
Emily cerca di guadagnare con difficoltà l'affetto di Naomi Campbell (Lily Loveless), un'ardente e appassionata ragazza, idealista, femminista, e con un sacco di ambizioni, fermamente convinta di non essere omosessuale. Anche se Naomi aiuta Emily ad accettare il fatto di essere lesbica, non riesce a dichiararle i propri sentimenti e, soprattutto, non riesce a dirlo agli altri suoi amici.
James Cook (Jack O' Connell), Freddie McClair (Luke Pasqualino) e JJ Jones (Ollie Barbieri) sono amici fin dall'infanzia. Cook è carismatico e socievole, ma è chiassoso e non ha il minimo timore di infrangere le regole. Vive negli appartamenti della scuola, di basso ceto sociale e cacciato di casa dalla madre dopo un litigio. Freddie, al contrario, è uno skater che ama fumare erba e che deve sempre badare al suo amico Cook, nonostante il rapporto di odio/amicizia che si instaurerà tra i due per colpa di Effy, di cui entrambi sono innamorati. JJ è un ragazzo affetto da una leggera forma di autismo e usa alcuni trucchi di magia per cercare di fare colpo sulle ragazze. Perde la sua verginità con Emily, per pietà della ragazza.

### Terza generazione (quinta e sesta stagione)
Franky Fitzgerald (Dakota Blue Richards) è giunta al suo primo anno a Roundview, dopo un trasferimento da Oxford a Bristol. È una ragazza intelligente e creativa, ma è vista dagli altri come strana, in gran parte a causa del suo modo di vestire androgino. Alo Creevey (Will Merrick), ragazzo ottimista, che ama il suo cane e il suo furgone, il tipico campagnolo, è il migliore amico di Rich Hardbeck (Alexander Arnold), un ragazzo che si immerge nella cultura metal e critica tutto ciò che è diverso.
Mini McGuinness (Freya Mavor), Liv Malone (Laya Lewis), Grace Violet (Jessica Sula) sono migliori amiche. Un giorno Franky incontra Mini, la ragazza attenta alla sua immagine, "Queen Bee" della sua scuola. Un po' maliziosamente, cerca di fare amicizia con Franky, ma solo per farle uno scherzo. Mentre Liv è più riservata e testarda delle sue due amiche, Grace è dolce, gentile e positiva e comincia a dissociarsi da Mini dopo aver visto come tratta Franky, unendosi al gruppo formato da Franky, Alo e Rich. Si innamorerà, successivamente, di quest'ultimo, cercando di aiutarlo immergendosi nel mondo metal e facendo uscire a sua volta il ragazzo dalla sua chiusura mentale per quel genere, e anche Rich ricambierà i suoi sentimenti. Liv e Mini litigheranno a causa delle scappatelle tra il ragazzo di quest'ultima, Nick Levan (Sean Teale) un giocatore di rugby, e la ragazza.
Matty (Sebastian de Souza) è il fratello maggiore di Nick, apparentemente innamorato di Franky, che però intrattiene una relazione di sesso con Liv e per questo avrà delle discussioni con il fratello. Vuole scappare da Bristol per motivi ancora poco chiari. Franky lo incontra prima che Nick lo convinca a tornare a casa. Alex Henley (Sam Benjamin Jackson) è un ragazzo omosessuale che entra nel gruppo in un secondo momento, apparentemente attratto da Liv. Inizialmente non è ben accetto da tutti e Liv si distacca un po' dal gruppo per passare tempo con lui.
Alo e Mini intraprendono più avanti una relazione, solo di sesso inizialmente, ma successivamente più seria dopo la gravidanza indesiderata della ragazza e l'amore che entrambi cominciano a provare.

### Generazione mista (settima stagione)
L'8 marzo 2012 venne annunciato che Skins avrebbe avuto una settima e conclusiva stagione, di cui le riprese sono iniziate il 22 ottobre 2012 e si sono concluse nel gennaio 2013. La stagione è andata poi in onda su E4 nell'estate 2013.
Si compone di sei episodi, suddivisi in tre filoni: Skins Fire, Skins Pure e Skins Rise che si focalizzano rispettivamente su uno dei tre personaggi principali di questa stagione, come uso consueto dello show. Vede il ritorno di Kaya Scodelario nel ruolo di Effy, Hannah Murray nel ruolo di Cassie e Jack O'Connell nel ruolo di Cook, mentre Lily Loveless e Kathryn Prescott appaiono come personaggi secondari.
I problemi adolescenziali lasciano il posto a tutto ciò che riguarda l'inizio dell'età adulta.
Co-protagonisti: Skins Fire
1. Jake interpretato da Kayvan Novak.
2. Victoria interpretata da Lara Pulver.
3. Dominic interpretato da Craig Roberts.
4. Jane interpretata da Amy Wren.

Co-protagonisti: Skins Pure
1. Marcus interpretato da Neil Morrissey.
2. Jacob interpretato da Olly Alexander.
3. Rueben interpretato da Bobby Pearse.
4. Maddie interpretata da Charlene McKenna.
5. Yaniv interpretato da Daniel Ben Zenou.

Co-protagonisti: Skins Rise
1. Emma interpretata da Esther Smith.
2. Charlie interpretata da Hannah Britland.
3. Louie interpretato da Liam Boyle.
4. Jason interpretato da Lucien Laviscount.

## Episodi
| Stagione         | Episodi | Prima TV UK | Prima TV Italia |
| ---------------- | ------- | ----------- | --------------- |
| Prima stagione   | 9       | 2007        | 2008            |
| Seconda stagione | 10      | 2008        | 2008            |
| Terza stagione   | 10      | 2009        | 2009            |
| Quarta stagione  | 8       | 2010        | 2010            |
| Quinta stagione  | 8       | 2011        | 2012            |
| Sesta stagione   | 10      | 2012        | 2013            |
| Settima stagione | 6       | 2013        | 2014            |

## Produzione

### Sceneggiatura
Le realistiche trame della storia sono spesso attribuite agli sceneggiatori, la cui età media si aggira sui 21 anni. Il co-produttore della serie Bryan Elsley ha dichiarato: "È tutto nella sceneggiatura. [...] Vogliamo fare in modo che il pubblico non si senta solo. [...] Abbiamo spesso membri dello staff creativo che saltano i meeting di sceneggiatura a causa di interrogazioni o esami al college".

### Cast
Il cast principale è stato completamente cambiato ogni due stagioni; segue quindi una generazione dopo l'altra, tenendo costanti le tematiche affrontate nel corso della serie. L'unico personaggio presente costantemente nelle prime due generazioni è stato Effy (oltre ai coniugi Stonem ed alcuni insegnanti della scuola).

### Riprese
La serie viene girata prevalentemente a Bristol; solo tre episodi sono stati filmati altrove. Il sesto episodio della prima stagione è stato infatti filmato in Lituania, il finale della seconda stagione a New York, mentre il primo episodio della sesta è stato filmato in Marocco. Per trovare i nuovi cast venivano effettuati provini aperti a cui potevano partecipare tutti i ragazzi tra i 16 ed i 18 anni, poiché i produttori hanno sempre cercato di portare maggiore realismo nelle storie usando attori che avevano davvero l'età dei loro personaggi; i provini si sono svolti prevalentemente a Londra.

## Remake
Un remake statunitense è andato in onda dal 17 gennaio al 21 marzo 2011 su MTV e segue la prima generazione. Le riprese dell'episodio pilota sono state effettuate a febbraio 2010 a Toronto, in Canada.
Le analogie con la serie britannica sono tantissime ma il prodotto offre anche qualche nuovo spunto.
La serie ha ricevuto uno scarso successo negli Stati Uniti ed è stata criticata da parte del Parent Television Council per le scene di sesso tra minorenni, cosa che ha portato all'abbandono da parte dei pubblicitari che avevano acquistato gli slot della serie. Per questo il 9 giugno 2011, MTV ha dichiarato di non aver rinnovato la serie per una seconda stagione. Il primo episodio della prima stagione, "Tony", e il terzo episodio, "Chris", sono ricalcati su quelli della serie originale, anche se in seguito la serie segue spunti diversi.